# Beatrice Felici
Beatrice Felici (ur. 4 kwietnia 2000 w Rimini) – sanmaryńska pływaczka.
Ma podwójne obywatelstwo – jej matka jest Włoszką, a ojciec Sanmaryńczykiem. Pływanie zaczęła trenować w wieku 5 lat. Jej sportowym idolem jest Michael Phelps.
W 2013 wystartowała na olimpijskim festiwalu młodzieży Europy, na którym była 8. na 50 m stylem dowolnym z czasem 28,23 s i 18. na 100 m stylem motylkowym z czasem 1:10,03 s. W 2015 zdobyła dwa medale igrzysk małych państw Europy: srebrny w sztafecie 4 × 100 m stylem dowolnym i brązowy w sztafecie 4 × 200 m stylem dowolnym. W tym samym roku wystartowała także na igrzyskach europejskich, na których zajęła 37. miejsce na 50 m stylem dowolnym z czasem 27,40 s i 54. na 100 m stylem dowolnym z czasem 1:00,06 s oraz na mistrzostwach świata, na których była 65. na 100 m stylem dowolnym z czasem 59,51 s i 75. na 50 m stylem dowolnym z czasem 28,15 s. W 2017 wywalczyła dwa medale igrzysk małych państw Europy: srebrny na 200 m stylem motylkowym i brązowy w sztafecie 4 × 100 m stylem dowolnym.

## Rekordy San Marino
Na podstawie: 
- 100 m stylem motylkowym – 1:03,63 s (Serravalle, 31 maja 2017)
- 4 × 100 m stylem dowolnym – 3:55,72 s (Serravalle, 2 czerwca 2017)
- 4 × 100 m stylem zmiennym – 4:30,91 s (Serravalle, 25 lutego 2017)